# Michael Brough
Michael Brough est un créateur de jeux vidéo né en Nouvelle-Zélande.

## Ludographie
Jeux gratuits
- Elements - Rogue-like sur Windows
- Chango: Chaos Penguin - Jeu de stratégie au tour par tour sur Windows
- Smestorpod Infestation - Shoot 'em up sur Windows
- Death Lights Dancing - Décrit par son auteur comme « un jeu d'aviron lovecraftien » sur Windows
- Feline Feeling - Jeu de game jam sur Windows
- Mysterious Sniper - Jeu de game jam sur Windows
- Resistance Revolution - Jeu de game jam sur Windows
- Babeltron 2010 - Jeu expérimental sur Windows
- Hyperabuse Monolith - Jeu expérimental sur Windows
- Knot-Pharmacard Subcondition J - Jeu expérimental sur Windows
- The Sense of Connectedness - Jeu expérimental sur Windows
- Idiolect - Jeu expérimental sur Windows
- Cube Gallery - Jeu expérimental sur Windows
- Number Quality - Jeu de game jam sur Windows
- Ludoname - Jeu d'action sur Windows
- Reverse Passage et Reverse Passage 2: Mother's Edition - Pastiche de Passage sur Windows
- i heard you like videogames - Jeu expérimental sur Windows
- Grand Vampire Chase - Jeu d'action sur Windows
- Gardens of Time: Design Problem Solving - Jeu de réflexion sur Windows
- Game Title et Game Title: Lost Levels - Metroidvania sur Windows et Mac
- Multicolour Alien Olympic - Jeu de stratégie au tour par tour sur Windows
- Exuberant Struggle - Jeu d'action sur Windows
- Walking Story - Fiction interactive par navigateur
- VESPER.5 - Jeu d'action sur Windows et Mac, nommé au Prix Nuovo lors de l'Independent Games Festival 2013[1]
- scarfmemory - Fiction interactive par navigateur
- Experiment 12: Chapter 6 - Jeu créé collaborativement sur Windows et Mac
- Become a Great Artist in Just 10 Seconds - Jeu créatif sur Windows et Mac, nommé au Prix Nuovo lors de l'Independent Games Festival 2015[2]
- Post-future Vagabond - Jeu d'action sur Windows et Mac
- Candy Quest 3: Edge of Sweetness - Fiction interactive par navigateur
- CYBERGALLOP - Jeu sur Windows et Mac
- SK_SERIES - Série de quatre jeux expérimentaux sur Windows
- who's that writing - Fiction interactive par navigateur

Jeux commerciaux
- Vertex Dispenser - Jeu de puzzle sur Windows et Mac
- Glitch Tank - Jeu d'action sur iOS et Android
- Zaga-33 - Rogue-like sur Windows, iOS et Android
- O - Jeu d'action sur iOS
- Corrypt - Jeu de puzzle sur Windows, Mac et iOS, élu meilleur jeu de puzzle gratuit par IndieGames.com[3], nommé au Prix Nuovo lors de l'Independent Games Festival 2014[4].
- Helix - Jeu d'action sur iOS, mention honorable dans la catégorie Excellence en design lors de l'Independent Games Festival 2013[1] et 2015[2], noté 8/10 dans Canard PC[5]
- 868-HACK - Rogue-like sur Windows, Mac et iOS, mention honorable dans la catégorie Grand prix Seumas-McNally et nommé dans la catégorie Excellence en Design lors de l'Independent Games Festival 2014[4]
- Imbroglio - Rogue-like sur iOS, mention honorable dans la catégorie Excellence en Design lors de l'Independent Games Festival 2016[6], mention honorable dans la catégorie Grand prix Seumas McNally et nommé dans la catégorie Excellence en Design lors de l'Independent Games Festival 2017[7].